# Klaus Kastan

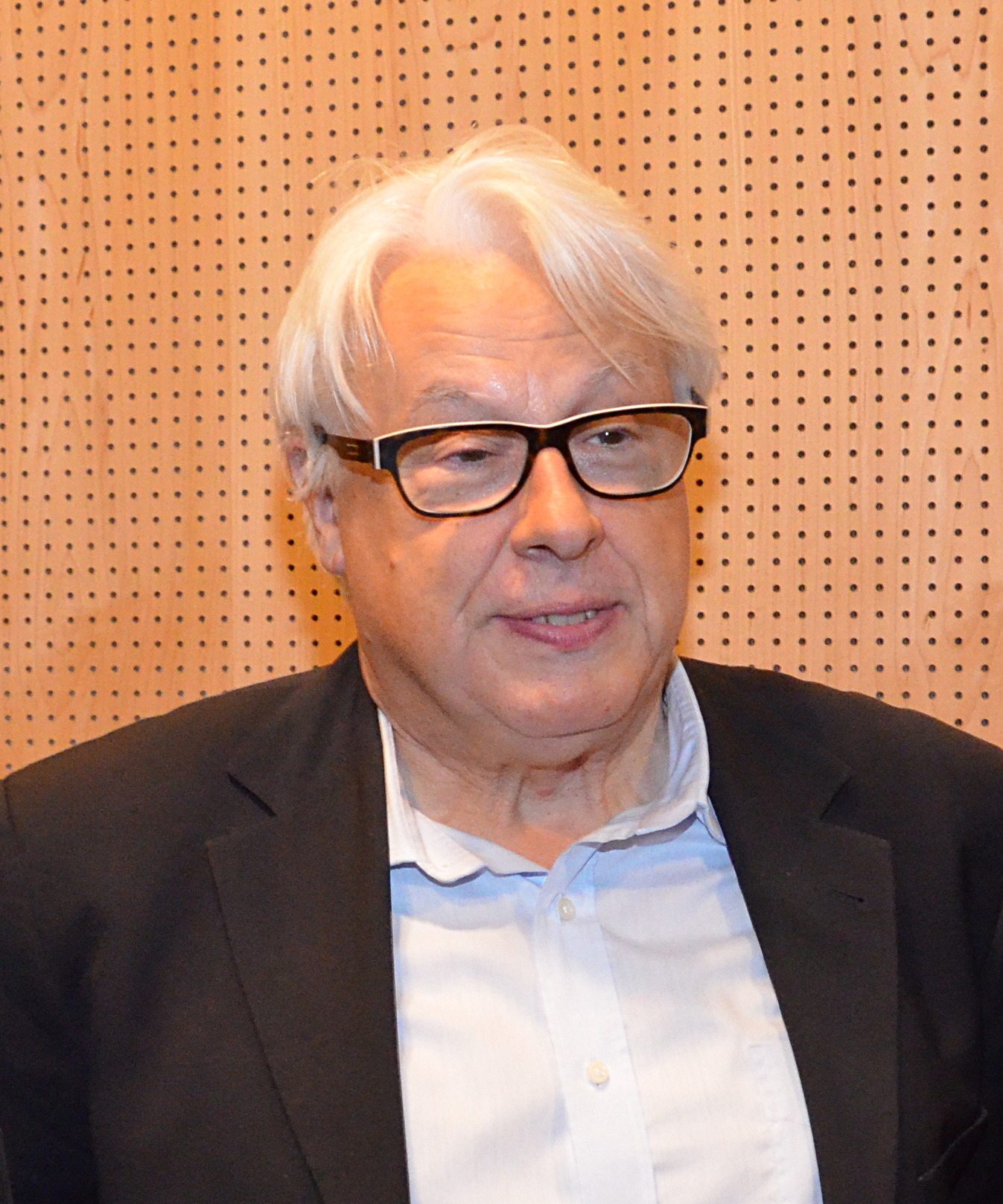
Klaus Kastan (2013)

Klaus Kastan (* 1952 in Holzminden) ist ein deutscher Journalist und war bis Juni 2018 leitender Redakteur im Bayerischen Rundfunk. Am 1. Juli 2018 gründete er das Startup unter3 – Medien und Kommunikation, eine Agentur für Medienberatung in München.

## Werdegang
Kastan ist in München aufgewachsen und hat in Bamberg und München Sozialpädagogik studiert. Für die Lokalredaktionen von Zeitungen wie der Süddeutschen Zeitung, des Münchner Merkurs, des Fränkischen Tags und des Evangelischen Sonntagsblatts schrieb er schon als Schüler und Student Artikel. Beim Bayerischen Rundfunk begann er 1975 als freier Mitarbeiter, ab 1981 fest angestellt im Zündfunk, dem BR-Jugendfunk. Von 1989 bis 1995 war Kastan Hörfunk-Korrespondent im Studio London, im Anschluss übernahm er die Leitung der Abteilung Hörerforum und Medienkritik. 1995 entwickelte Kastan die Call-In-Sendung Tagesgespräch, die er selbst auch bis 2006 moderierte. Von 2006 bis 2012 arbeitete Kastan als Auslandskorrespondent für den BR-Hörfunk in Washington. 2012 kehrte Kastan in die Zentrale nach München zurück und leitete von dort aus bis 2015 die Redaktion Studios Ausland und Berlin. Als Programmchef reformierte Kastan ab 2003 die Hörfunkwelle Bayern 2. In unregelmäßigen Abständen moderiert Kastan Gesprächssendungen in ARD-alpha. Auch engagiert er sich in der Journalistenausbildung und arbeitete als Dozent an der Deutschen Journalistenschule in München sowie der Akademie der Bayerischen Presse.
Am  5. Februar 2015 berief der Rundfunkrat des Bayerischen Rundfunks Klaus Kastan zum Leiter des trimedialen Programmbereichs Sport und Freizeit. Dazu gehören Fernsehen, Hörfunk und die digitalen Angebote. Der Programmbereich Sport und Freizeit im BR umfasst gut 90 fest angestellte und freie Mitarbeiterinnen und Mitarbeiter und verantwortet allein im Fernsehen rund 30.000 Sendeminuten im Jahr. Gemeinsam bzw. abwechselnd mit dem MDR ist der Programmbereich u. a. als Federführer in der ARD zuständig für die Planung, Koordination und Berichterstattung über die Olympischen Winterspiele.
Klaus Kastan ist mit der Journalistin Petra Leimer-Kastan verheiratet, die die Sprecherin des Münchner Oberbürgermeisters Dieter Reiter ist. Gemeinsam haben sie zwei Söhne.